# Campionati del mondo di ciclismo su strada 1950
I Campionati del mondo di ciclismo su strada 1950 si disputarono a Moorslede in Belgio il 19 e 20 agosto 1950.
Furono assegnati due titoli:
- Prova in linea Uomini Dilettanti, gara di 175,000 km
- Prova in linea Uomini Professionisti, gara di 284,000 km

## Storia
Dopo i due titoli consecutivi conquistati nelle due edizioni precedenti, i corridori belgi erano i principali favoriti, con Rik Van Steenbergen e Brik Schotte su tutti. L'Italia, con Fausto Coppi fermato dalla frattura del bacino, scelse come capitano Gino Bartali.
I primi ad attaccare furono il francese Antonin Rolland e lo svizzero Fritz Schär, ma furono ripresi grazie al lavoro di Schotte e si formò un gruppo di testa di diciassette corridoi. Gli attacchi dello stesso Brik Schotte decisero la corsa, con il belga che arrivò solo fin sul traguardo. Dietro di lui, a più di un minuto, Theo Middelkamp e Ferdi Kübler, mentre nessuno degli italiani concluse la corsa. Su quaranta corridori partiti, dodici conclusero la prova.
L'australiano Jack Hoobin vinse il titolo dilettanti.

## Medagliere
| Pos.   | Nazione     | Oro | Argento | Bronzo | Totale |
| ------ | ----------- | --- | ------- | ------ | ------ |
| 1      | Australia   | 1   | 0       | 0      | 1      |
| 1      | Belgio      | 1   | 0       | 0      | 1      |
| 3      | Francia     | 0   | 1       | 0      | 1      |
| 3      | Paesi Bassi | 0   | 1       | 0      | 1      |
| 5      | Italia      | 0   | 0       | 1      | 1      |
| 5      | Svizzera    | 0   | 0       | 1      | 1      |
| Totale | Totale      | 2   | 2       | 2      | 6      |

## Sommario degli eventi
| Eventi                 | Oro                   | Tempo                      | Argento                     | Tempo   | Bronzo                | Tempo   |
| Uomini Professionisti  |                       |                            |                             |         |                       |         |
| Gara in linea dettagli | Brik Schotte Belgio   | 7h49'54" Media 36,263 km/h | Theo Middelkamp Paesi Bassi | a 1'01" | Ferdi Kübler Svizzera | a 1'48" |
| Uomini Dilettanti      |                       |                            |                             |         |                       |         |
| Gara in linea dettagli | Jack Hoobin Australia | 4h29'24"                   | Robert Varnajo Francia      | ?       | Alfio Ferrari Italia  | ?       |